# Real G
«Real G» es una canción de la cantante española Bad Gyal en colaboración con el cantante Quevedo. Fue lanzada el 2 de diciembre de 2022 bajo la discográfica Universal Music Latino y  Interscope Records, siendo el tercer sencillo de La Joia, el primer álbum de estudio de Bad Gyal.

## Antecedentes y lanzamiento
Real G es el tercero de los ocho sencillos lanzados por Bad Gyal antes de la publicación de La Joia. Anteriormente había lanzado «Sexy» y «Sin carné». El tema contó con la producción del compositor y productor colombiano Sky Rompiendo entre otros, quien también participó en la composición de la letra. La colaboración fue anunciada en la cuenta de Tiktok de la cantante catalana días antes de su estreno.

### Video musical
El videoclip fue lanzado el 2 de diciembre de 2022 junto con la canción. Está protagonizado por los propios cantantes Bad Gyal y Quevedo y dirigido por Javier Peralbo.

## Posicionamiento en listas
| Lista               | Posición más alta |
| ------------------- | ----------------- |
| España (PROMUSICAE) | 12                |

## Certificaciones
| País                | Certificación | Uds. vendidas |
| ------------------- | ------------- | ------------- |
| España (PROMUSICAE) | Platino       | 40.000        |